# Ерік IV Анундссон
Ерік IV Анундссон — легендарний конунґ Свеаланда з 867 до 882 року. Походив з династії Мунсе.

## Життєпис
Стосовно дати народження цього шведського володаря немає ніяких даних. Головним джерелом є шведські та норвезькі саги. Він народився в Старій Уппсалі (область Упланд). Був сином Анунда Уппсальського.
Здебільшого займався боротьбою за владу у Свеаланді, де фактично свейська знать визнала його королем та обрала на тинзі (загальних зборах) королем Свеаланда. Проте його влада була обмеженою Моральною підтримкою впливу Еріка IV було те, що він походив з знатного жрецького роду, який опікувався головним храмом свеїв-поган в Уппсалі.
Головним заняттям короля Еріка були військово-морські походи на навколишні землі — сучасні області Балтії, Вермланду, Вестерґеталанду, Богуслена. Особливо тривалою й запеклою була боротьба за володіння Вермландом між Еріком Анундссоном та королем Норвегії Гаральдом Гармґрафом. Ставкою Еріка IV був маєток Ґране Готський, а єдиним на той час шведським містом — Бірке (тут скупчувалася уся шведська торгівля).

## Родина
Дружина — ім'я невідоме. Діти:
- Ринг Еріксон (д/н-910?)
- Бйорн Еріксон (д/н-950)
- Емунд I Еріксон (д/н-970)